# Progetto di ricerca
Un progetto di ricerca è un complesso di attività correlate tra loro e finalizzate alla scoperta o produzione di nuova conoscenza, secondo i canoni comunemente accettati dalle varie scienze o discipline. 
Si possono distinguere le fasi di pianificazione, esecuzione, e rendicontazione. Nella lingua italiana si tende ad identificare il progetto con la sola fase di pianificazione (o con il documento che la rappresenta), mentre in quella inglese esso comprende tutte le fasi, che peraltro vanno previste come un complesso unico dal punto di vista della gestione (cfr.: Project management).

## Finanziamento dei progetti di ricerca
La formulazione di progetti di ricerca è ormai una prassi consolidata nella comunità scientifica internazionale. Si è cioè andata affinando, da parte dei ricercatori, e soprattutto nelle istituzioni ed enti di ricerca, la tecnica della "gestione per progetti". In tal modo è possibile programmare, monitorare e valutare al meglio l'attività dei singoli o dei gruppi nello svolgimento del loro lavoro.
Il settore che ha maggiormente utilizzato, e in effetti richiesto, lo sviluppo della gestione per progetti anche nell'ambito della ricerca è quello relativo o connesso al suo finanziamento. In una multiforme società, sempre più complessa, si è cioè sempre più specializzata la funzione di finanziamento della ricerca da parte di Enti pubblici e privati, rispetto a quella della sua esecuzione. Se esistono pertanto, da una parte, Università ed enti di ricerca (nonché imprese private) che impiegano personale di ricerca per svolgere le relative attività, vi sono anche numerosi enti o centri finanziatori della ricerca, specializzati nell'erogazione di contributi per specifici progetti presentati da singoli ricercatori, gruppi o istituzioni, ed a loro volta finanziati da autorità pubbliche o da privati per adempiere a tale funzione. In molti Paesi il principale finanziatore della ricerca rimane lo Stato, ma esso può utilizzare diversi strumenti per implementare le politiche di sostegno alla ricerca. 